# Chantelle Esau
Chantelle Esau (* 14. Dezember 1990 in Kimberly) ist eine südafrikanische Fußballspielerin und ehemalige A-Nationalspielerin.

## Karriere

### Vereine
Esau gehörte zunächst und zuletzt bis ins Jahr 2018 den Palace Super Falcons an, bevor sie einen Vereinswechsel vornahm.
Für die in Pretoria ansässige Frauenfußballmannschaft von Mamelodi Sundowns kam sie in der höchsten Spielklasse im südafrikanischen Frauenfußball in der Saison 2019/20 – mit dem Premierenstart der vollprofessionellen SAFA Women's League – und der 12. Saison des landesweiten Ligawettbewerbs im südafrikanischen Frauenfußball das erste Mal zu Punktspielen. Mit der Mannschaft gewann sie fünf Meisterschaften in Folge und nahm mit ihr an der vom CAF ausgetragenen Premiere der Champions-League teil, die sie mit ihr auch gewann. Am 19. November 2021 wurde die ghanaische Mannschaft Hasaacas Ladies FC in Kairo mit 2:0 bezwungen.

### Nationalmannschaft
Für die A-Nationalmannschaft kam sie in 25 Länderspielen zum Einsatz. Sie nahm u. a. mit ihrer Mannschaft an der 2. Austragung des Turniers um den Zypern-Cup teil und wurde im dritten Spiel der Gruppe A bei der 2:3-Niederlage gegen die Nationalmannschaft Frankreichs am 10. März 2009 in Makarios berücksichtigt, wobei sie mit dem Treffer zum Endstand in der Nachspielzeit und fünf Minuten nach dem Treffer ihrer Mitspielerin Noko Matlou das zweite Tor ihrer Mannschaft erzielte. Im Spiel um Platz 5 zwei Tage später in Nikosia bei der 0:5-Niederlage gegen die Nationalmannschaft der Niederlande wurde sie ebenfalls eingesetzt. Sie wurde in der 42. Minute für Lucinda Bowers ein- und in der 66. Minute für Marry Ntsweng ausgewechselt. Gegen diesen Gegner gab es am 13. Juli desselben Jahres ein erneutes Aufeinandertreffen, welches in Freundschaft im Olympiastadion Amsterdam mit 2:3 verloren wurde. Ein weiteres Freundschaftsspiel bestritt sie am 21. Januar 2018 im Kapstadt-Stadion bei der 0:3-Niederlage gegen die Nationalmannschaft Schwedens. Im selben Jahr nahm sie mit ihrer Mannschaft das zweite Mal am Turnier um den Zypern-Cup teil. Sie wurde in den ersten beiden Spielen der Gruppe C am 28. Februar und am 2. März, wie auch im Spiel um Platz 5 bei der 1:2-Niederlage gegen die Nationalmannschaft Belgiens berücksichtigt. Zwei Jahre zuvor gehörte sie zum Kader für das olympische Fußballturnier in Rio de Janeiro, wurde im Turnierverlauf jedoch nicht eingesetzt. Ihre Mannschaft beendete die Gruppe E auf dem letzten Platz, womit sie aus dem Turnier ausschied.
Sie nahm mit ihrer Mannschaft 2017 am Turnier um die Meisterschaft des südlichen Afrika teil, erzielte in jedem Spiel der Gruppe C ein Tor, und gelangte mit ihr ins Finale, das am 24. September in Bulawayo gegen die Nationalmannschaft Simbabwes mit 2:1 gewonnen wurde. Im Folgejahr gewann sie als Teil der Mannschaft das Turnier ein weiteres Mal – jedoch ohne Einsatz.

## Erfolge
Nationalmannschaft
- COSAFA-Turniersieger 2017, (2018 (ohne Einsatz))

Mamelodi Sundowns Ladies FC
- CAF-Champions-League-Sieger 2021
- Südafrikanischer Meister 2020, 2021, 2022, 2023, 2024[9]